# Dom Aquino
Dom Aquino is een gemeente in de Braziliaanse deelstaat Mato Grosso. De gemeente telt 8.498 inwoners (schatting 2009).
De gemeente grenst aan Campo Verde, Primavera do Leste, Jaciara, São Pedro da Cipa en Poxoréu.